# Walter Hampden
Pour les articles homonymes, voir Hampden (homonymie) et Dougherty.
Walter Hampden est un acteur, metteur en scène, producteur et directeur de théâtre américain, de son nom complet Walter Hampden Dougherty, né à New York — quartier de Brooklyn — (État de New York, États-Unis) le 30 juin 1879, mort d'une hémorragie cérébrale à Los Angeles (Californie, États-Unis) le 11 juin 1955.

## Biographie
De 1901 à 1907, Walter Hampden réside en Angleterre, où il apprend le métier d'acteur de théâtre. Intégrant alors la compagnie de l'acteur et directeur de théâtre britannique Frank Benson (en) (1858-1939), il interprète surtout des pièces de William Shakespeare, le jouant notamment à Londres. De retour aux États-Unis, il entame en 1908, à Broadway, une longue carrière qui s'achève sur les scènes new-yorkaises en 1953. S'il est surtout acteur durant cette période, il est également metteur en scène et producteur, et s'illustre en particulier dans le répertoire shakespearien. Mentionnons également le rôle-titre du Cyrano de Bergerac d'Edmond Rostand, qu'il jouera plusieurs fois entre 1923 et 1936 (voir la rubrique "Théâtre" ci-dessous). De plus, en 1925, il rachète un théâtre de Broadway, le "New Colonial Theatre" et en prend la direction, le renommant au passage "Hampden's Theatre" ; il y fait jouer des pièces jusqu'en 1930, année où la Grande Dépression l'oblige à s'en séparer (renommé "RKO Colonial Theatre" en 1931, l'endroit est alors transformé en salle de cinéma).
En raison de ses activités au théâtre, Walter Hampden se tournera peu vers le cinéma, ne participant qu'à dix-huit films américains, les deux premiers (muets) en 1915 et 1917, les suivants entre 1939 et 1955, année de sa mort ; son dernier film sortira d'ailleurs plus d'un an après son décès, en 1956. Citons deux de ses rôles les plus marquants : celui de l’Archevêque de Paris dans Quasimodo (1939), aux côtés de Charles Laughton et Maureen O'Hara ; et celui du patriarche Oliver Larrabee dans Sabrina (1954), avec Humphrey Bogart, William Holden (ses deux fils, dans le film) et Audrey Hepburn. À la télévision, il apparaît dans quelques séries, de 1949 à 1954.

## Cinéma
Filmographie complète
- 1915 : The Dragon's Claw de Stanner E. V. Taylor (court métrage)
- 1917 : The Warfare of the Flesh d'Edward Warren
- 1939 : Quasimodo (The Hunchback of Notre Dame) de William Dieterle
- 1940 : Les Tuniques écarlates (North West Mounted Police) de Cecil B. DeMille
- 1940 : L'Étrangère (All this, and Heaven too) d'Anatole Litvak
- 1941 : La Charge fantastique (They died with their Boots on) de Raoul Walsh
- 1942 : Les Naufrageurs des mers du Sud (Reap the Wild Wind) de Cecil B. DeMille
- 1944 : Les Aventures de Mark Twain (The Adventures of Mark Twain) d'Irving Rapper
- 1950 : Ève (All about Eve) de Joseph L. Mankiewicz
- 1951 : La Première Légion (The First legion) de Douglas Sirk
- 1952 : L'Affaire Cicéron (Five Fingers) de Joseph L. Mankiewicz
- 1953 : Le Trésor du Guatemala (Treasure of the Golden Condor) de Delmer Daves
- 1953 : Sombrero de Norman Foster
- 1954 : Le Calice d'argent (The Silver Chalice) de Victor Saville
- 1954 : Sabrina de Billy Wilder
- 1955 : Une étrangère dans la ville (Strange Lady in Town) de Mervyn LeRoy
- 1955 : Le Fils prodigue (The Prodigal) de Richard Thorpe
- 1956 : Le Roi des vagabonds (The Vagabond King) de Michael Curtiz

## Théâtre (sélection)

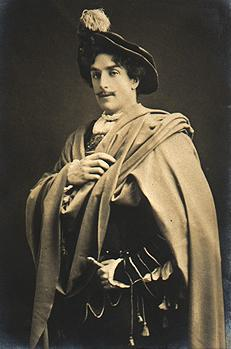
Rôle de Lucentio, dans La Mégère apprivoisée de Shakespeare, en 1904 à Londres

### En Angleterre
Comme acteur (à Londres, sauf mention contraire)
- 1904 : Le Marchand de Venise (The Merchant of Venice) (à Bristol) et La Mégère apprivoisée (The Taming of the Shrew) de William Shakespeare ; Under which King ? de James Bernard Fagan
- 1905 : Mesure pour mesure (Measure for Measure, avec Harcourt Williams), Le Songe d'une nuit d'été (A Midsummer Night's Dream) et Hamlet de William Shakespeare

### À Broadway
Comme acteur, sauf mention contraire ou complémentaire
- 1908 : Irene Wycherley d'Anthony P. Wharton, avec May Whitty
- 1908 : The Servant in the House et The Winterfeast de Charles Rann Kennedy
- 1909-1910 : The City de Clyde Fitch, avec Tully Marshall, Mary Nash, Lucile Watson
- 1912-1913 : Cheer Up de Mary Roberts Rinehart, mise en scène et produite par Cecil B. DeMille, avec Amy Veness
- 1913 : Le Paria (Pariah, adaptation d'Edwin Bjorkman) et Le Plus Fort (The Stronger — titre original : Den Starkare —, adaptation d'Edith et Warner Oland) d'August Strindberg
- 1918 : Macbeth de William Shakespeare
- 1918-1919 : Hamlet de William Shakespeare
- 1920 : George Washington de Percy MacKaye (+ producteur)
- 1921 : Macbeth de William Shakespeare (avec Sara Haden) et The Servant in the House de Charles Rann Kennedy, reprises (+ metteur en scène et producteur)
- 1923 : L'École de la médisance (The School for Scandal) de Richard Brinsley Sheridan, avec Ethel Barrymore, Etienne Girardot, Violet Kemble-Cooper, Grant Mitchell, Charles Richman
- 1923-1924 : Cyrano de Bergerac d'Edmond Rostand, adaptation de Brian Hooker, avec John Alexander (+ metteur en scène)
- 1925 : Othello ou le Maure de Venise (Othello, the Moor of Venice) de William Shakespeare
- 1925 : Hamlet de William Shakespeare, reprise, avec Ethel Barrymore (+ metteur en scène et producteur) (*)
- 1925-1926 : Le Marchand de Venise (The Merchant of Venice) de William Shakespeare, avec Ethel Barrymore (+ metteur en scène) (*)
- 1926 : Cyrano de Bergerac d'Edmond Rostand, reprise, avec John Alexander (+ metteur en scène) (*)
- 1926 : The Servant in the House de Charles Rann Kennedy, reprise, et The Immortal Thief de Tom Barry (+ producteur) (*)
- 1926-1927 : Caponsacchi d'Arthur Goodrich et Rose A. Palmer (+ producteur) (*)
- 1927 : Out of the Sea de Don Marquis, avec Claude Rains (metteur en scène uniquement)
- 1927-1928 : Un ennemi du peuple (An Enemy of the People ; titre original : En folkefiende) d'Henrik Ibsen (+ metteur en scène et producteur) (*)
- 1928 : Henri V (Henry V) de William Shakespeare (+ producteur) (*)
- 1928 : The Light of Asia de Georgina Jones Walton (+ metteur en scène et producteur) (*)
- 1928-1929 : Caponsacchi d'Arthur Goodrich et Rose A. Palmer, deux reprises ; Cyrano de Bergerac d'Edmond Rostand, reprise (+ metteur en scène et producteur) (*)
- 1929 : The Bonds of Interest (Los intereses creados) de Jacinto Benavente, avec Etienne Girardot (+ producteur) (*)
- 1929-1930 : Richelieu de Sir Edward Bulwer-Lytton, adaptation d'Arthur Goodrich (+ metteur en scène et producteur) (*)
- 1930 : The Little Father of the Wilderness d'Austin Strong et Lloyd Osbourne, avec Margalo Gillmore, Gene et Kathleen Lockhart
- 1931 : The Admirable Crichton de J. M. Barrie, avec Fay Bainter
- 1931 : Le Train du monde (The Way of the World) de William Congreve, avec Fay Bainter, Ernest Cossart, Gene et Kathleen Lockhart, Selena Royle, Cora Witherspoon
- 1932-1933 : Cyrano de Bergerac d'Edmond Rostand, reprise (+ metteur en scène et producteur)
- 1934-1935 : Hamlet de William Shakespeare, reprise (+ metteur en scène et producteur)
- 1935 : Seven Keys to Baldpate (en), d'après Earl Derr Biggers, adaptation de George M. Cohan, avec Josephine Hull, Irene Rich, George M. Cohan
- 1935 : Achille had a Heel de Martin Flavin (+ metteur en scène et producteur)
- 1936 : Cyrano de Bergerac d'Edmond Rostand, reprise
- 1937 : Un ennemi du peuple (An Enemy of the People) d'Henrik Ibsen, reprise, avec Albert Dekker (+ metteur en scène et producteur)
- 1940 : Amour pour amour (Love for Love) de William Congreve, avec Romney Brent, Leo G. Carroll, Thomas Chalmers, Dorothy Gish, Edgar Stehli
- 1942 : The Rivals de Richard Brinsley Sheridan, avec Mary Boland
- 1942 : The Strings, my Lord, are false de Paul Vincent Carroll, mise en scène par Elia Kazan, avec Ruth Gordon, Margot Grahame
- 1943 : The Patriots (en) de Sidney Kingsley (en)
- 1945 : And Be My Love d'Edward Caulfield, avec Esther Dale
- 1946-1947 : Henri VIII (Henry VIII) de William Shakespeare, avec Victor Jory, Eli Wallach, Efrem Zimbalist Jr.
- 1946-1947 : What Every Woman Knows de J. M. Barrie, avec Ernest Truex, Eli Wallach, Efrem Zimbalist Jr.
- 1949 : The Traitor d'Herman Wouk, avec Jean Hagen
- 1949-1950 : The Velvet Glove de Rosemary Casey, avec Jean Dixon, John Williams
- 1953 : Les Sorcières de Salem (The Crucible) d'Arthur Miller, avec Jean Adair, Arthur Kennedy, E. G. Marshall, Beatrice Straight, Joseph Sweeney

(*) Pièces jouées à l'Hampden's Theatre